# 碘酸镁
碘酸镁是一种无机化合物，化学式为Mg(IO3)2。

## 制备
碘酸镁可由硝酸镁的硝酸(7mol/L)溶液和碘酸锂的硝酸溶液或碘酸反应得到。
碘和氧化镁在水的存在下反应，也会得到碘酸镁。